# Barbosa Lima
Alexandre José Barbosa Lima (Recife, 23 de março de 1862 — Rio de Janeiro, 9 de janeiro de 1931) foi um politico brasileiro.

## Biografia
Filho do desembargador Joaquim Barbosa Lima e de Rita Cintra, concluiu o curso de humanidades em Minas Gerais. Em 1879, matriculou-se na Escola Politécnica do Rio de Janeiro, sendo transferido para a Escola Militar do Rio de Janeiro em seguida, de onde saiu como alferes aluno. Concluiu a graduação como engenheiro militar e obteve um bacharelado em matemática e ciências psíquicas e naturais, passando a atuar como docente na Escola Militar do Ceará em 1889. Reformou-se do Exército em 1912 no cargo de coronel, graduado em general de brigada.
Apoiador da proclamação da República, Lima elegeu-se deputado para o Congresso Constituinte pelo Ceará. De 1892 a 1896, foi governador de Pernambuco. De 1896 a 1899 foi deputado por Pernambuco, passando a representar o Rio Grande do Sul na câmara baixa de 1900 a 1905 e a Capital Federal de 1906 a 1911 e de 1915 a 1917. Elegeu-se senador por Amazonas em 1923.
Em 1919, foi designado diretor do Lloyd Brasileiro.
Defensor de idéias abolicionistas, no período republicano destacou-se durante o governo de Floriano Peixoto, de quem se tornou pessoa de confiança durante a Revolta da Armada e a Revolução Federalista, havendo sido por ele designado para disputar as eleições para o governo de Pernambuco.
Participou ainda da revolta contra a vacina obrigatória que tumultuou o Rio de Janeiro durante o governo de Rodrigues Alves. Durante seu governo, Barbosa Lima criou escolas em vários municípios do Estado, inclusive, a Escola de Engenharia, incorporada, hoje, pela Universidade Federal de Pernambuco. 